# EN 60601-2-19
Die EN 60601-2-19 mit dem Titel „Medizinische elektrische Geräte – Teil 2-19: Besondere Festlegungen für die Sicherheit von Säuglingsinkubatoren“ ist Teil der Normenreihe EN 60601.
Herausgeber der DIN-Norm DIN EN 60601-2-19 ist das Deutsche Institut für Normung.
Die Norm basiert auf der internationalen Fassung IEC 60601-2-19. Im Rahmen des VDE-Normenwerks ist die Norm als VDE 0750-2-19 klassifiziert, siehe DIN-VDE-Normen Teil 7.
Diese Ergänzungsnorm regelt allgemeine Festlegungen für die Sicherheit, Prüfungen und Richtlinien von Säuglingsinkubatoren.

## Gültigkeit
Die deutsche Ausgabe 1.1998 ist ab 6.1999 als Deutsche Norm angenommen.
- Die aktuelle Fassung (1.1998) ist korrespondierend mit der 2. Ausgabe der DIN EN 60601-1 anzuwenden.
- Es wurde im August 2007 ein Entwurf zur Anwendung mit der 3. Ausgabe der DIN EN 60601-1 veröffentlicht.

## Anwendungsbereich
Diese besonderen Festlegungen legen Sicherheitsanforderungen für Inkubatoren fest. Diese Norm gilt nicht für Transportinkubatoren, die zum Transport von Säuglingen verwendet werden (siehe EN 60601-2-20).

## Zusatzinformation
Folgende geänderte Anforderungen sind in der EN 60601-2-19 enthalten (Auszug):
- Spannungsfestigkeit
- Mechanische Gefährdungen
- Elektromagnetische Verträglichkeit (EMV)
- Übermäßige Temperaturen
- Reinigung
- Menschliches Versagen/Fehlerfälle
- Unterbrechung der Stromversorgung
- Genauigkeit der Betriebsdaten
- Konstruktion
- Spezielle Anforderungen an Inkubatoren